# Älvsta
Älvsta is een plaats in de gemeente Nordanstig in het landschap Hälsingland en de provincie Gävleborgs län in Zweden. De plaats heeft 52 inwoners (2005) en een oppervlakte van 32 hectare.